# March of Progress
March of Progress (рус. Марш прогресса) — девятый студийный альбом английской прогрессив-метал-группы Threshold, выпущен 24 и 27 августа 2012 года в Европе и Великобритании и 11 сентября 2012 года в США на лейбле Nuclear Blast.

## Работа над альбомом
Через несколько месяцев после записи альбома Dead Reckoning 2007 года, Эндрю Макдермотт — вокалист, работавший с группой на протяжении 10 лет, записавший пять студийных, три концертных альбома и один DVD, объявил о своём уходе из Threshold. 3 августа 2011 года скончался от почечной недостаточности, пролежав перед этим четыре дня в коме. Группе нужна была замена, и они решили вернуть первого вокалиста Дамиана Уилсона. Он согласился, и в том же 2007 году принял участие в новом турне по Европе и Северной Америке.
После тура группа начала записывать свой новый альбом March of Progress в Thin Ice Studios. В начале 2012 года на официальном сайте группы были опубликованы названия композиций, а в июне полный трек-лист и обложка альбома. Дата официального релиза альбома была назначена на 31 августа 2012 года на лейбле Nuclear Blast в трёх изданиях: обычном, специальном и виниловом. Диск записан в Thin Ice Studios в Суррее (Англия)
Клавишник группы Ричард Вест сказал, что альбом будет самым продолжительным за всю историю группы:

Марш был долгим, но новый альбом группы наконец готов. Это самый длинный наш альбом на сегодняшний день — мы надеемся, вам он понравится!
Оригинальный текст (англ.)
It's been a long march but the new Threshold album is finally ready. This is our longest album to date - we hope you're going to love it! Ричард Вест

## Список композиций

### Обычное издание
| №   | Название                         | Автор(ы)               | Длительность |
| --- | -------------------------------- | ---------------------- | ------------ |
| 1.  | «Ashes»                          | Карл Грум, Ричард Вест | 6:51         |
| 2.  | «Return of the Thought Police»   | Грум, Вест             | 6:09         |
| 3.  | «Staring at the Sun»             | Вест                   | 4:25         |
| 4.  | «Liberty Complacency Dependency» | Грум, Вест             | 7:48         |
| 5.  | «Colophon»                       | Вест                   | 6:00         |
| 6.  | «The Hours»                      | Вест, Стив Андерсон    | 8:15         |
| 7.  | «That's Why We Came»             | Дамиан Уильсон         | 5:40         |
| 8.  | «Don’t Look Down»                | Грум, Вест             | 8:12         |
| 9.  | «Coda»                           | Пит Мортен             | 5:23         |
| 10. | «Rubicon»                        | Грум, Вест             | 10:24        |

### Специальное издание
В американском издании включает в себя диджипак с дополнительным бонусным треком «Divinity», который первоначально должен был входить в обычное издание альбома.
| №   | Название                         | Автор(ы)       | Длительность |
| --- | -------------------------------- | -------------- | ------------ |
| 1.  | «Ashes»                          | Грум, Вест     | 6:51         |
| 2.  | «Return of the Thought Police»   | Грум, Вест     | 6:09         |
| 3.  | «Staring at the Sun»             | Вест           | 4:25         |
| 4.  | «Liberty Complacency Dependency» | Грум, Вест     | 7:48         |
| 5.  | «Colophon»                       | Вест           | 6:00         |
| 6.  | «The Hours»                      | Вест, Андерсон | 8:15         |
| 7.  | «That's Why We Came»             | Уильсон        | 5:40         |
| 8.  | «Don’t Look Down»                | Грум, Вест     | 8:12         |
| 9.  | «Coda»                           | Мортен         | 5:23         |
| 10. | «Rubicon»                        | Грум, Вест     | 10:24        |
| 11. | «Divinity» (Bonus for US only)   | Мортен         | 6:27         |

### Виниловое издание
Виниловое издание состоит из двух грампластинок (англ. Vinyl double LP), каждая из которых имеет своё уникальное оформление.
| №  | Название                       | Автор(ы)   | Длительность |
| -- | ------------------------------ | ---------- | ------------ |
| 1. | «Ashes»                        | Грум, Вест | 6:51         |
| 2. | «Return of the Thought Police» | Грум, Вест | 6:09         |
| 3. | «Staring at the Sun»           | Вест       | 4:25         |

| №  | Название                         | Автор(ы)       | Длительность |
| -- | -------------------------------- | -------------- | ------------ |
| 1. | «Liberty Complacency Dependency» | Грум, Вест     | 7:48         |
| 2. | «The Hours»                      | Вест, Андерсон | 8:15         |

| №  | Название             | Автор(ы)   | Длительность |
| -- | -------------------- | ---------- | ------------ |
| 1. | «Colophon»           | Вест       | 6:00         |
| 2. | «That's Why We Came» | Уильсон    | 5:40         |
| 3. | «Don’t Look Down»    | Грум, Вест | 8:12         |

| №   | Название  | Автор(ы)   | Длительность |
| --- | --------- | ---------- | ------------ |
| 9.  | «Coda»    | Мортен     | 5:23         |
| 10. | «Rubicon» | Грум, Вест | 10:24        |

## Участники записи
- Дэмиан Уилсон — вокал
- Карл Грум — гитара
- Пит Мортен — гитара
- Ричард Уест — клавишные
- Стив Андерсон — бас-гитара
- Джоаннес Джеймс — ударные